# 方悦
| 姓名         | 方悦        |
| 出身地       | 司隷河内郡? |
| 職官         | -           |
| 陣営・所属等 | 王匡        |
| 家族・一族   | -           |

方 悦（ほう えつ）は、中国の通俗歴史小説『三国志演義』に登場する架空の武将。
河内の名将とされ、反董卓連合軍に参加した河内太守王匡に付き添う。虎牢関の戦いでは、槍をもって呂布に一騎討ちを挑むが、5合も渡り合えずに討ち取られてしまい、王匡軍は潰走することになる。